# Науруанско-филиппинские отношения
Науруанско-филиппинские отношения — двусторонние дипломатические отношения между Науру и Филиппинами. Филиппины поддерживают отношения с Науру через их посольство в Канберре, Австралия.

## Экономические отношения
Через Науру Фосфат Ройялтис Траст Науру инвестировала в Филиппины и построила в Маниле Pacific Star Hotel, однако отель понёс большие потери. Науру и Филиппины создали совместное предприятие в фосфатной промышленности, а сырой фосфат из Науру обрабатывали на заводах, построенных на Филиппинах. В совместное предприятие было инвестировано 35 млн долл. США (по данным Науру, 60 млн долл. США). Предприятие понесло убытки в размере 1,2 млрд долларов.

## Официальные визиты
Президент Науру Хаммер Де-Робурт совершил государственные визиты на Филиппины. Его первый официальный визит состоялся 22-23 ноября 1978 года. Позднее он посетил страну 1 мая и 29 августа 1980 года. Де Роберт обсудил с президентом Филиппин Фердинандом Маркосом перспективы сотрудничества между Науру и Филиппинами в областях сельского хозяйства, удобрений, рыболовства, судоходства и жилья. В ходе своего визита 29 августа он провёл переговоры с целью доработки соглашения о поставках сырых фосфатов, которое в то время оценивалось в 20 миллионов долларов в течение следующих десяти лет.

## Интересные факты
В течение срока полномочий президента Науру Хаммера Де-Робурта Науру вели переговоры со многими странами Океании о покупке острова для своих граждан, чтобы продолжать развивать промышленность, несмотря на то, что в островном государстве заканчиваются фосфаты. Одной из стран, с которыми вела переговоры Науру, были Филиппины. Сообщается, что Филиппины не заинтересованы в этой идее.